# Grand Bay (Dominica)
Grand Bay (nombre nativo Berekua, también conocida como Grand-Baie)  es una localidad de Dominica, capital de la parroquia de Saint Patrick. 

## Demografía
Según censo 2001 contaba con una población de 2.288 habitantes. La estimación 2010 refiere a  2.032 habitantes.